# Clostera astoriae
Clostera astoriae är en fjärilsart som beskrevs av Edwards 1886. Clostera astoriae ingår i släktet Clostera och familjen tandspinnare. Inga underarter finns listade i Catalogue of Life.